# Kaduronyok
Kaduronyok is een bestuurslaag in het regentschap Pandeglang van de provincie Banten, Indonesië. Kaduronyok telt 2237 inwoners (volkstelling 2010).